# 褚鈇
褚鈇（1533年—1600年），字民威，號愛所，山西太原府榆次縣人，民籍，明朝政治人物。

## 生平
山西鄉試第四十二名舉人。嘉靖四十四年（1565年）中式乙丑科三甲第二百五十五名進士。工部观政，四十五年授河間知县，隆慶三年（1569年）擢四川道御史，差巡按陕西，六年差巡按河南。万历三年（1575年）提学南直隶，五年升大理寺右寺丞，六年升左寺丞，七年升右少卿，八年升左少卿，本年升右佥都御史、巡抚河南，十一年升左佥都御史、協理院事，本年升大理寺卿，十二年升工部右侍郎，回籍调理。二十年原官起用，二十一年升右都御史兼户部右侍郎、总督仓场，二十二年九月升戶部尚書兼右都御史，总督漕运，二十四年加太子少保，二十五年回籍养病，二十八年卒，年六十八。二十九年六月贈太子太保。

## 墓葬
褚鈇墓在今榆次区修文镇修文村，占地1300平方米，封土已不存，有石华表1对，石牌坊1座。現為市级文物保护单位。

## 家族
曾祖褚福原；祖父褚鑛；父褚大全，累赠尚書。前母李氏，累贈夫人；母秦氏，累赠夫人；繼母賈氏，累封贈夫人。兄鍼、錠、弟鉞、镗。